# DE Водолея
DE Водолея (лат. DE Aquarii) — одиночная переменная звезда в созвездии Водолея на расстоянии (вычисленном из значения параллакса) приблизительно 8730 световых лет (около 2677 парсеков) от Солнца. Видимая звёздная величина звезды — от +13m до +11,7m.

## Характеристики
DE Водолея — красная пульсирующая медленная неправильная переменная звезда (LB) спектрального класса M5 или M4/5. Эффективная температура — около 3301 К.